# Hylothéisme
L'hylothéisme - du grec ancien ὕλη, hyle, « matière » et Θεός theos, « dieu » - est une doctrine philosophique ou religieuse qui identifie Dieu avec la matière dans le sens selon lequel « le monde entier des êtres et des choses passe pour être fait d'une matière divine ».
C'est une doctrine rare, version matérialiste du panthéisme, dont on trouve les prémices notamment au Ve siècle av. J.-C. chez le philosophe grec Parménide suivant lequel on peut démontrer que le changement et la pluralité sont illusoires, et qu'il n'existe qu'un tout matériel, principe d'existence éternel, indivisible et immuable. 